# Gora (regija)
Gora je zemljopisna regija u južnom Kosovu, na sjeveroistoku Albanije i u sjeverozapadnoj Makedoniji naseljena Albancima, Bošnjacima, Gorancima, Makedoncima i Turcima. Ime "gora" je slavenska riječ za "planinu" ili "šumu".
Između 1992. i 1999. godine, dio Gore na Kosovu bilo je općina, koja je 1991. godine imala 17.574 stanovnika. Danas je kosovski dio regije uključen u općinu Dragaš. Goranci koji žive u bivšoj općini Gora na referendumu 3. studenog 2013. izjasnili su da se žele priljučiti Zajednici srpskih općina.
Albanski dio Gore uključuje selo Šištavec (također sjedište općine ukinute 2015.) i bivšu općinu Zapod (ukinuta 2015.). Prema spornom popisu stanovništva iz 2011. godine, više od dvije trećine stanovništva u općini Šištovec identificirano je kao Albanci, dok je 7,7% identificirano kao Makedonci. U općini Zapod, 79% je Albanaca a 11,7% Makedonaca.
Makedonski dio regije nalazi se u sjeveroistočnom dijelu općine Bogovinje. Dva sela koja su dio regije su Jelovjane u kojem prema popisu iz 2002. godine živi 90% Turaka, te Urvič u kojem živi 85% Turaka i 15% Albanaca (15%).